# Naz Göktan

Naz Göktan (2022)

Naz Göktan (* 30. November 1990 in Ankara) ist eine türkische Schauspielerin.

## Leben und Karriere
Göktan wurde am 30. November 1990 in Ankara geboren. Sie besuchte das Ankara Özel Tevfik Fikret Lisesi, das sie 2007 abschloss. Anschließend studierte sie an der Universität Ankara, zunächst Anthropologie, nach dem ersten Jahr zusätzlich Kommunikation. Beide Fächer schloss sie 2012 ab. Erste Schauspielerfahrungen sammelte sie von 2011 bis 2014 im StüdyoCer. Von 2013 bis 2018 studierte sie Schauspiel an der Bilkent Üniversitesi. Ab 2017 arbeitete sie in einem von Kommilitonen gegründeten Theaterprojekt mit. Von 2019 bis 2021 spielte sie in der Serie Doğduğun Ev Kaderindir die Hauptrolle. Anschließend wurde Göktan für die Serie Saygı gecastet. 2022 bekam sie eine Rolle in der Serie Tuzak. Im selben Jahr war sie in dem Film Unfruitful Times / Verimsiz Zamanlar zu sehen.

## Filmografie
Filme
- 2022: Unfruitful Times / Verimsiz Zamanlar

Serien
- 2019–2021: Doğduğun Ev Kaderindir
- 2021: Saygı
- 2022: Tuzak
- 2025: Reminder